# نوفا غراديسكا
نوفا غراديسكا هي مدينة من مدن كرواتيا. يبلغ عدد سكانها 14229 نسمة وذلك حسب إحصائيات سنة 2011.

## توأمة
لنوفا غراديسكا اتفاقيات توأمة مع:
- هرتسوغن آوراخ

## أعلام
- تومسلاف دريتار
- غوران فلاوفيتش
- ميلان راباييتش
- ألكسندر رادوكيتش